# Mancicerta
Mancicerta (en turco: Malazgirt, y en armenio: Manavazkert) es un distrito y una ciudad en la provincia de Muş, en el este de Turquía, con una población de 23 697 habitantes (año 2000).

## Toponimia
La ciudad puede recibir nombres como Manciterta y Malâzgird. En turco Malazgirt, en armenio Մանազկերտ (Manazkert), en inglés Manzikert, en kurdo Milazgird.
El nombre armenio Manazkert es, supuestamente, una versión corta de Manavazkert (en armenio: Մանավազկերտ), adaptado al griego como Μαντζικέρτ. El sufijo -kert aparece frecuentemente en la toponimia armenia con el significado de "construido por".

## Historia

### Fundación
Según investigaciones, la fundación moderna de Mancicerta fue en algún momento durante el reinado del rey Menua Urartian (810 a 785 aC). Según Movses Khorenatsi, la ciudad fue fundada por Manaz, uno de los hijos de Hayk, el legendario y epónimo patriarca y progenitor de los armenios. Tras la desaparición de Urarto, pasó a formar parte de los sucesivos reinos regionales e imperios.

### Período medieval
Las tierras alrededor de Mancicerta pertenecieron a los Manavazian, una familia armenia de najararos que se decía descendiente de Manaz, hasta el 333 d. C., cuando el rey Osroes III el pequeño de Armenia ordenó que todos los miembros de la familia fueran pasados a cuchillo. Más tarde, entregó las tierras a otra poderosa familia, los Agbianosian. Mancicerta fue una ciudad fortificada, y un importante centro comercial ubicado en el cantón de Apahunik en la provincia Turuberán del antiguo Reino de Armenia. También sirvió como la capital del Emirato Caisí o Emirato de Mancicerta alrededor de 860 y hasta 964.
Tras la revuelta armenia de 771-772, el gobierno Abbásida promovió el asentamiento de tribus árabes en la región. En 968 el general bizantino Bardas Focas capturó Mancicerta, que fue incorporada al Catapán bizantino de Baspracania (Vaspurakan). En 1054, los selyúcidas hicieron un intento de tomar la ciudad pero fueron rechazados por la guarnición de la ciudad bajo el mando del general Basilio Apócape.
La batalla de Mancicerta fue luchada cerca de la ciudad en agosto de 1071. En una de las batallas decisivas de la historia bizantina, el sultán selyúcida Alp Arslan derrotó y capturó al emperador Romano IV Diógenes. La victoria turca condujo a la transformación étnica y religiosa de Armenia y Anatolia, el establecimiento del sultanato selyúcida de Rum, y más tarde el Imperio Otomano y la República de Turquía directamente. Los selyúcidas saquearon Mancicerta, y se masacró a gran parte de su población, además de reducir la ciudad a cenizas. Fue gobernada sucesivamente por los Shah Arman (dominio brevemente interrumpido por el Reino de Georgia), Ayubitas, el Sultanato de Rum, el Ilkanato, Karakoyunlu, Timuridas, Ak Koyunlu y Safávidas antes de los otomanos.

### Período moderno
El 29 de abril de 1903, tuvo lugar en Manzikert un terremoto en el que perdieron la vida 3500 personas y 12000 edificios fueron demolidos.
En 1915, en vísperas del genocidio armenio, Mancicerta formaba parte del Valiato de Bitlis y contaba con una población de 5000 personas, la gran mayoría armenios. La economía de la ciudad giraba en torno al cultivo de cereales, el comercio y la producción de artesanías. Existían dos iglesias armenias, Yerek Khoran Surb Astvatsatsin (Tres Altares Santa Madre de Dios) y Surb Gevork (San Jorge) y una escuela armenia. Al igual que muchas otras ciudades y pueblos durante el genocidio su población armenia fue sometida a masacres y deportaciones. Con la primavera de 1915, llegaron a la ciudad las tropas del Imperio ruso, pero fueron repelidos por un contraataque turco poco después.